# Мелигени Алвес, Фелипе
Фелипе Мелигени Родригес Алвес (порт. Felipe Meligeni Rodrigues Alves; род. 19 февраля 1998, Кампинас, Сан-Паулу) — бразильский профессиональный теннисист, аргентинского происхождения. Победитель двух турниров ATP в парном разряде; победитель тринадцати турниров ATP Challenger (5 — в одиночном разряде).
Победитель одного юниорского турнира Большого шлема в парном разряде (Открытый чемпионат США-2016).
С 2020 года Мелигени представляет Бразилию на Кубке Дэвиса, где его рекорд W/L: 6—3.

## Биография
Родился 19 февраля 1998 года в Кампинасе, в Бразилии.

## Спортивная карьера
В 2018—2025 годах стал победителем пяти турниров ATP серии «челленджер» и четырёх турниров ITF серии «фьючерс» в одиночном разряде.
И в 2017—2022 годах стал победителем ещё восьми турниров ATP серии «челленджер» и шестнадцати турниров серии «фьючерс» в парном разряде.

## Выступления на турнирах

### Финалы турниров ATP в парном разряде (2)

#### Победы (2)
| Легенда                     |
| --------------------------- |
| Турниры Большого шлема (0)* |
| Итоговый турнир ATP (0)     |
| Мастерс (0)                 |
| АТР 500 (0)                 |
| АТР 250 (0+2)               |

| Титулы по покрытиям | Титулы по месту проведения матчей турнира |
| ------------------- | ----------------------------------------- |
| Хард (0)*           | Зал (0)                                   |
| Грунт (0+2)         | Зал (0)                                   |
| Трава (0)           | Открытый воздух (0+2)                     |
| Ковёр (0)           | Открытый воздух (0+2)                     |

* количество побед в одиночном разряде + количество побед в парном разряде + количество побед в миксте.
| №  | Дата            | Турнир             | Покрытие | Партнёр      | Соперники в финале               | Счёт          |
| 1. | 28 февраля 2021 | Кордова, Аргентина | Грунт    | Рафаэл Матос | Ромен Арнеодо Бенуа Пер          | 6-4 6-1       |
| 2. | 27 февраля 2022 | Сантьяго, Чили     | Грунт    | Рафаэл Матос | Андре Йёранссон Натаниэл Ламмонс | 7-6(8) 7-6(3) |